# Gentianella myriantha
Gentianella myriantha là một loài thực vật có hoa trong họ Long đởm. Loài này được (Gilg) Holub mô tả khoa học đầu tiên năm 1967.